# Vincent Maliszewski
Vincent Maliszewski, né le 20 juin 1972 à Versailles, est un rameur d'aviron français.

## Palmarès

### Championnats du monde
- 1997 à Aiguebelette-le-Lac
  -  Médaille d'or en quatre avec barreur[2]
- 2000 à Zagreb
  -  Médaille de bronze en deux avec barreur[3]